# Teresa Piotrowska

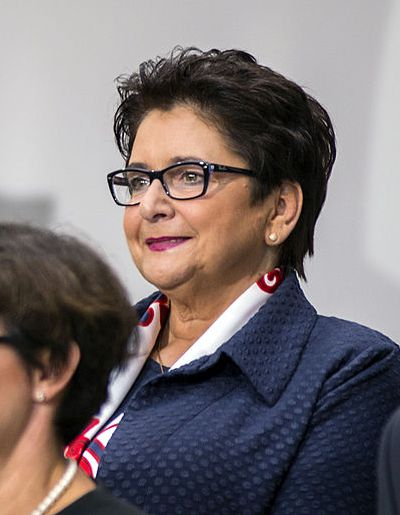
Teresa Piotrowska

Teresa Piotrowska (* 5. Februar 1955 in Tczew) ist eine polnische Politikerin (ZChN, SKL, PO). Sie gehörte von 2001 bis 2019 dem Sejm in dessen IV., V., VI., VII. und VIII. Wahlperiode an. Von September 2014 bis November 2015 war sie polnische Innenministerin.

## Leben und Beruf
Teresa Piotrowska besuchte das allgemeinbildende Gymnasium „Marie Skłodowska Curie“ und studierte anschließend an der Akademie für katholische Theologie (heute Kardinal-Stefan-Wyszyński-Universität Warschau) Geschichte und Theologie. 1980 begann sie ihre Arbeit bei der katholischen Vereinigung Pax. Weiterhin arbeitete Teresa Piotrowska als Grundschullehrerin in Bydgoszcz.
Teresa Piotrowska ist seit 1982 verheiratet und hat einen Sohn.

## Politik
In den 1990er Jahren war sie Mitglied der Zjednoczenie Chrześcijańsko-Narodowe (ZChN) und wurde 1994 in den Stadtrat von Bydgoszcz gewählt und dort zum Vorstandsmitglied des Stadtrates ernannt. 1998 wurde sie zum Woiwoden der Woiwodschaft Kujawien-Pommern ernannt. Im Jahr 1999 wechselte Teresa Piotrowska zum öffentlichen Beschaffungsamt und wurde dort stellvertretende Leiterin. Nachdem sie zwischenzeitlich der Stronnictwo Konserwatywno-Ludowe (SKL) angehört hatte, trat sie 2001 der Platforma Obywatelska (PO) bei. Bei den Parlamentswahlen 2001 trat sie für die PO an und konnte mit 16.716 Stimmen ein Mandat für den Sejm erringen. Zugleich war sie von 2001 bis 2005 Vorsitzende der PO für die Woiwodschaft Kujawien-Pommern. Bei den Parlamentswahlen 2005 konnte sie erneut einen Sitz im Sejm erringen. Im Jahr 2006 kandidierte sie erfolglos um den Posten des Stadtpräsidenten Bydgoszczs. Bei den vorgezogenen Wahlen 2007 trat Teresa Piotrowska erneut an und konnte mit 12.558 Stimmen ihr Mandat erneuern. Auch 2011 und 2015 wurde sie in den Sejm wiedergewählt. Am 22. September 2014 wurde sie als erste Frau zur polnischen Innenministerin ernannt. Mit dem Regierungswechsel zur PiS schied sie am 16. November 2015 aus dem Amt aus. Nachdem sie bei der Parlamentswahl 2019 nicht wieder kandidiert hatte, schied sie aus dem Sejm aus.